# Тутаев
Тутаев (на руски: Тутаев) е град в Русия, Ярославска област, административен център на Тутаевски район. Населението на града е 34 500 души през 2010 година.

## История
Градът е създаден от обединяването през 1822 година на градовете Рома́нов и Борисогле́бск под името Романов-Борисоглебск. Преименуван е на Тутаев през 1918 година в чест на загиналия за града червеноармеец Иля Тутаев. Всъщност решението е било за двойното име Тутаев-Луначарск (в чест и на народния комисар на просветата Анатолий Луначарски, приживе), но добавката не е утвърдена. През март 1941 г. е взето решение за преименуване на града на Менделеевск в чест на учения Дмитрий Менделеев, благодарение на когото недалеч е построен Константиновският завод минерални масла, но решението не е утвърдено от съветското правителство заради началото на Великата отечествена война.